# Deltote deceptoria
The Pretty Marbled (Deltote deceptoria) là một loài bướm đêm thuộc họ Noctuidae. Nó được tìm thấy ở Nam Âu và Trung Âu.

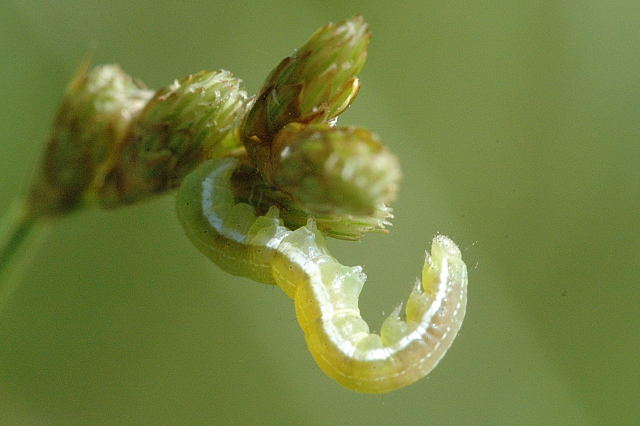
Sâu bướm

Sải cánh dài 23–25 mm. Chiều dài cánh trước là 12–13 mm. Con trưởng thành bay từ tháng 4 đến tháng 7 tùy theo địa điểm.
Ấu trùng ăn nhiều loại cỏ.

## Hình ảnh

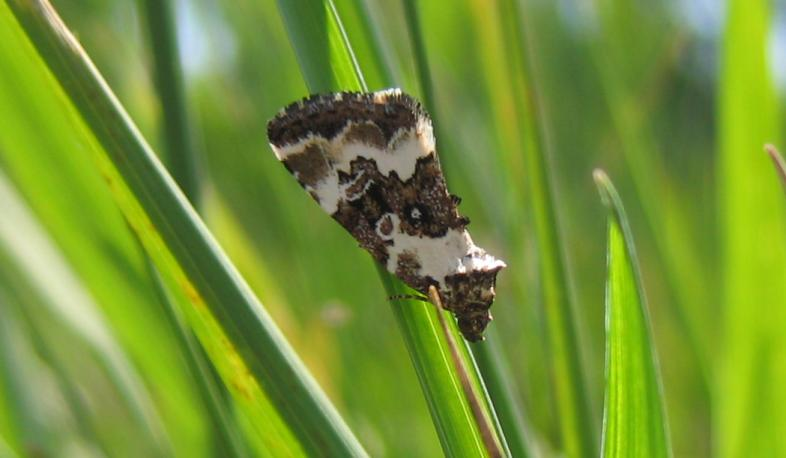
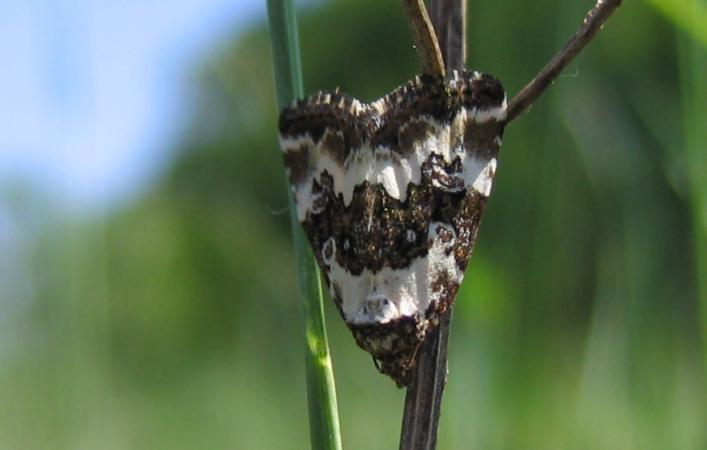